# Marynarka
Marynarka (łac. marinus – morski) – ogół statków morskich państwa wraz z ich załogami.
Rozróżnia się marynarkę handlową i marynarkę wojenną.